# Montelbaanstoren

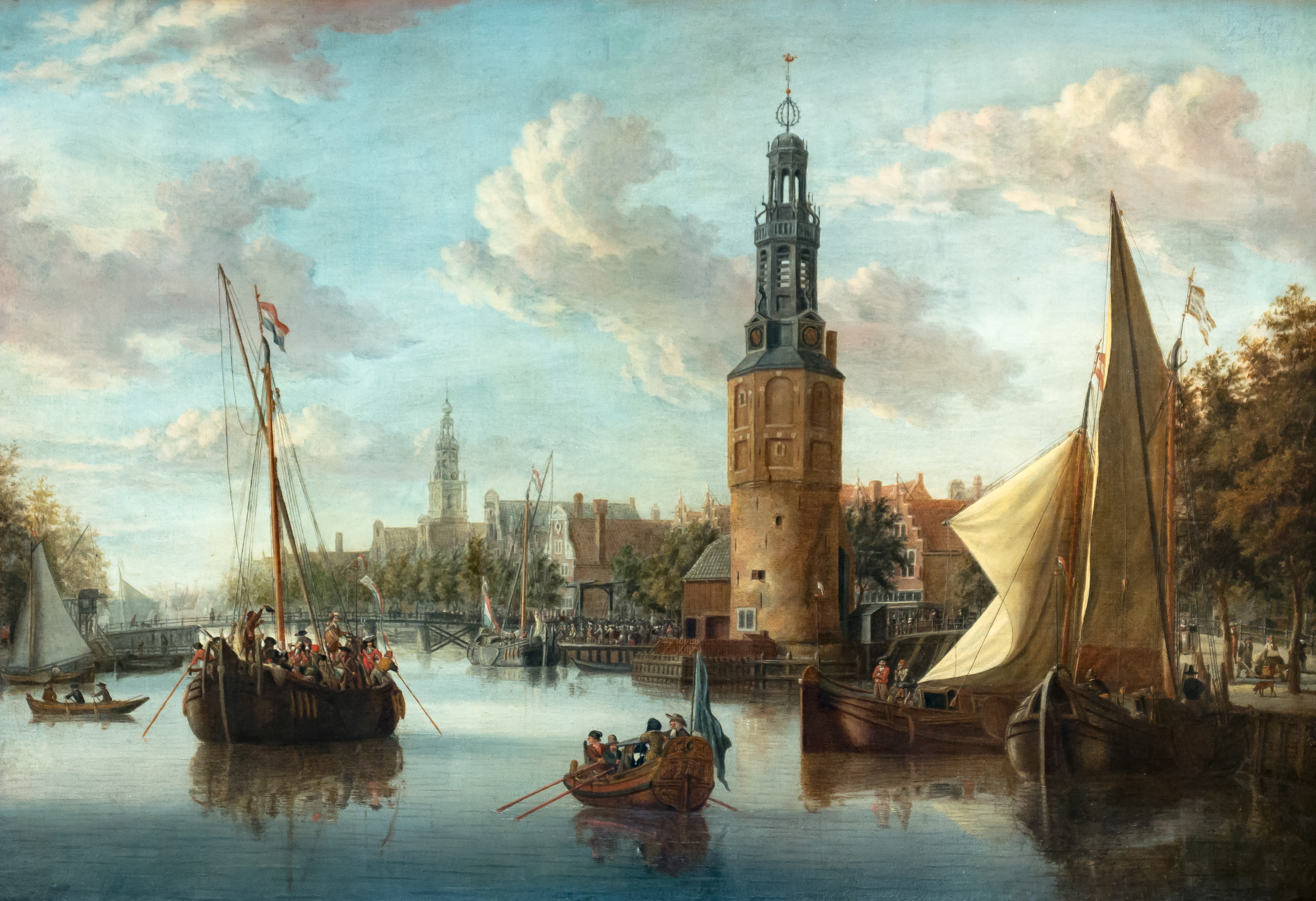
Einschiffung von Truppen auf der Oude Schans am Montelbaanstoren (Gemälde von Abraham Storck, 1682)

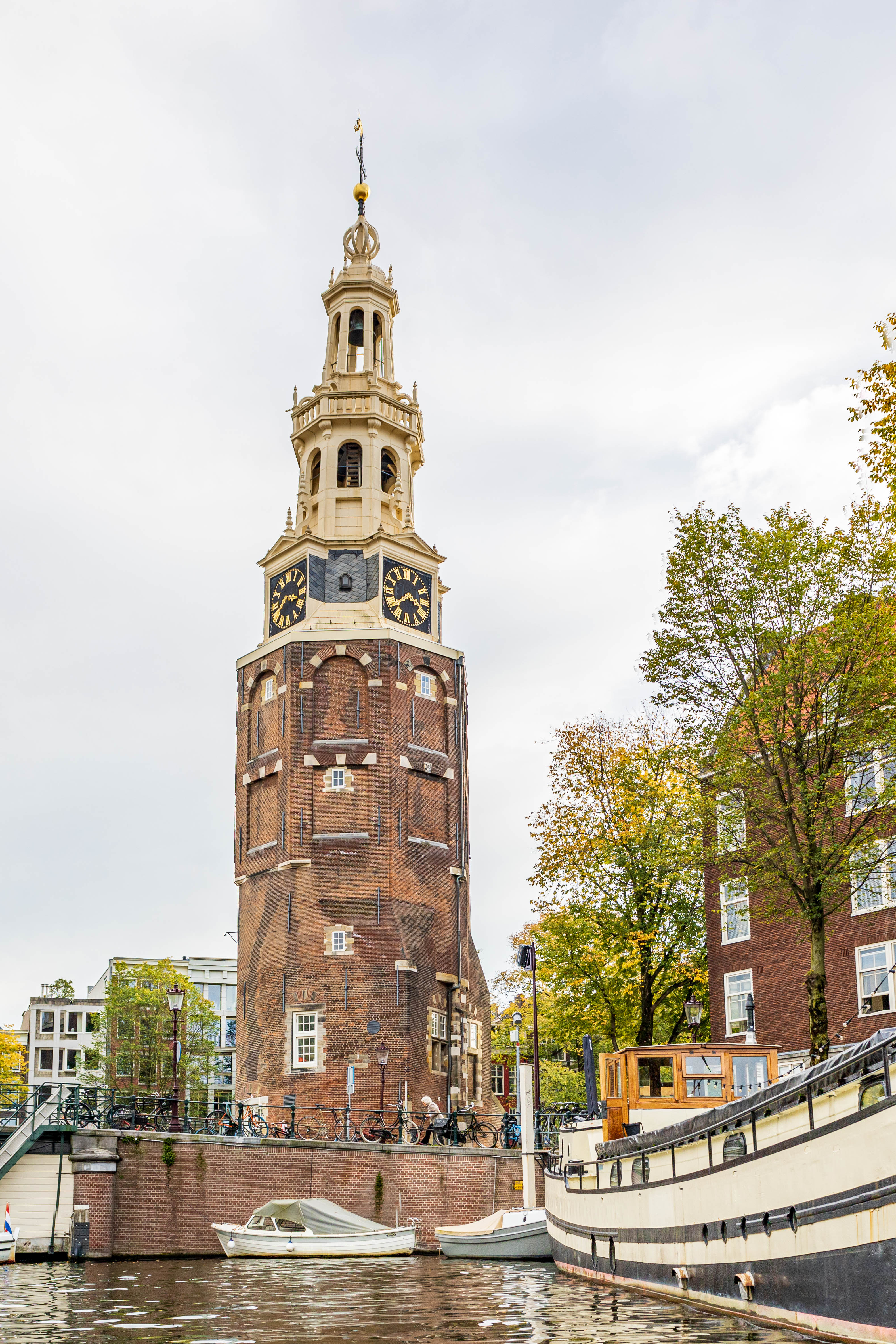
Blick von der Waalseilandsgracht auf den Montelbaanstoren (2022)

Der Montelbaanstoren ist ein historischer Turm im heutigen Amsterdamer Wohnviertel (niederländisch Buurt) Lastage. Er wurde 1516 an der Gracht Oude Schans, die gelegentlich auch Montelbaansgracht genannt wird, erbaut und erfüllte im 16. Jahrhundert als Teil der mittelalterlichen Stadtmauer zunächst die Funktion eines Wartturms über die Hafenanlagen und das damalige Industriegebiet Lastage, nachdem die Lastage wiederholt von den Geldernschen in Brand gesetzt worden war.
Als der Turm für seine ursprüngliche Funktion nicht mehr gebraucht wurde, erhielt er 1606 eine von Hendrick de Keyser entworfene hölzerne Turmspitze im Renaissancestil inklusive einer Turmuhr mit Schlagwerk. Seitdem hat der Turm eine Höhe von 48 Metern. Im Volksmund trägt der Montelbaanstoren den Spitznamen Dummer Jakob (niederländisch Malle Jaap), was auf die Ungenauigkeit der Uhr und ihres Schlages im 17. Jahrhundert zurückgeht. Der Turm unterstand von 1878 bis 2006 dem Städtischen Wasseramt (niederländisch Stadswaterkantoor) und war zu der Zeit nicht öffentlich zugänglich. Von 2010 bis 2014 wurde der Turm von einer Stiftung genutzt, der Stichting Secret Garden, seitdem sitzt dort ein Betrieb für Grachtenrundfahrten.
Der Maler Rembrandt van Rijn lebte eine Zeit lang in der Nähe des Turms und zeichnete ihn 1644, jedoch ohne die Spitze.